# مهند ورد
مهند ورد (1977 -)، ممثل تلفزيوني وممثل ومخرج مسرحي وممثل مسلسلات إذاعية ودوبلاج (ممثل صوتي)، ولد في سوريا. وهو عضو بنقابة الفنانين بدمشق بصفة ممثل، وعضو مؤسس بتجمع سوريا الفني.

## أعماله
قدم الكثير من الأعمال في المسرح (تأليف وتمثيل وإخراج)، وممثلا في السينما والتلفزيون، وممثلا صوتيا في الإذاعة ودبلجة المسلسلات.

### في المسرح
- نبوخذ نصر: تأليف طلال نصر الدين، إخراج محمود خضور.
- الليلة الثانية في الألفية الثانية: تأليف جمال أبو حمدان، إخراج فائق عرقسوسي «شارك في مهرجان عمان المسرحي».مهند ورد في مسرحية الكواكب

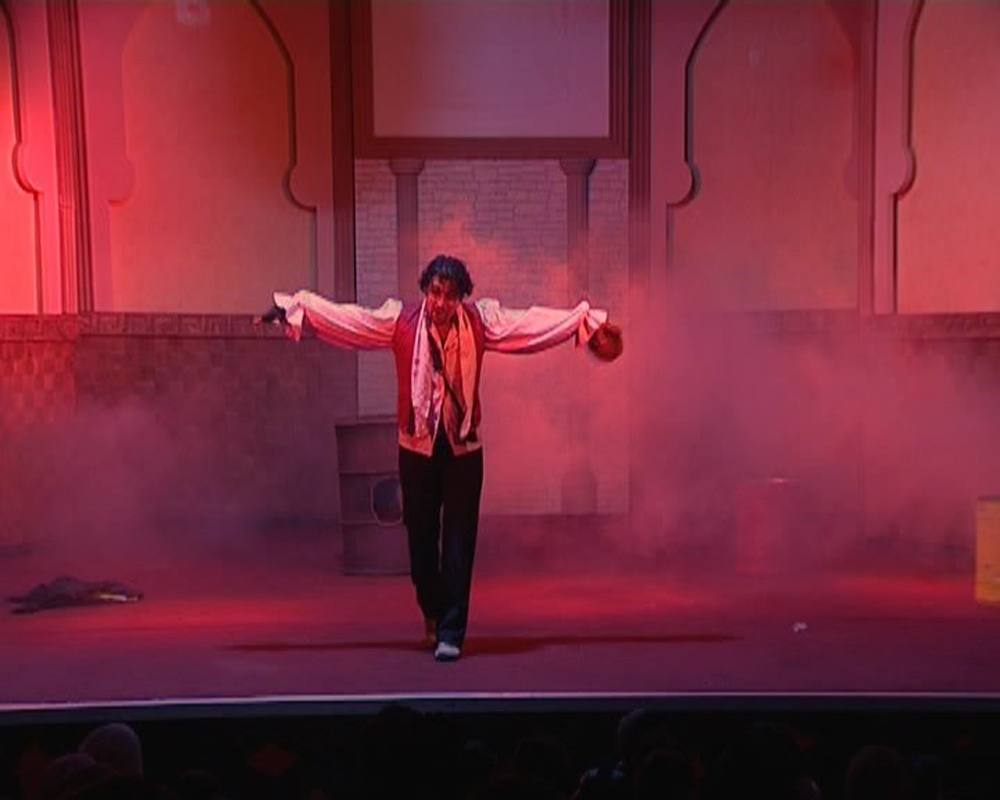
مهند ورد في مسرحية الكواكب

- سلالم (مسرحية): تأليف وإخراج غسان جباعي
- تجمع سوريا الفني مسرحية (حلم ليلة صيف)، تأليف: وليم شكسبير، إخراج وإعداد: سمير صروي. وعرضت على خشبة معرض دمشق الدولي.
- كما أنه حاز على جائزة أفضل ممثل مهرجان 2002 للمسرح الجامعي عن مسرحية (مذكرات على طبق من قش).
- في مسرح الطفل: تأليف وتمثيل في مسرحية ( سانتومان الفتى الخارق)، وأخرجها الراحل نضال سيجري.[3]
- إخراج مسرحية (الكواكب السحرية (مسرحية)).[4]
- تأليف وإخراج مسرحية (فارس الأرض (مسرحية)).
- مسرحية (أمير الألحان) تأليفاً وإخراجاً.
- مسرحية مغامرة في مدينة المستقبل. (ممثل).
- مسرحية الغزاة. (ممثل).
- مسرحية رحلة العفاريت. (ممثل).

### في التلفاز
- مقامات صحراوية.
- وردة لخريف العمر (2002): بدور الصحفي جان.
- سيف بن ذي يزن (2003): بدور الأمير إسفنديار.
- عذراء الجبل (2004): بدور الجنرال مكماهون.
- رجاها (2005): بدور عطا.
- طوق البنات (الجزء الرابع).
- الجوكر (مسلسل)￼￼ بدور المقدم فراس
- عن الهوى والجوى
- الحب جنون
- مقابلة مع السيد آدم (مسلسل)
- مقابلة مع السيد آدم ج٢ (مسلسل)
- بروكار (مسلسل)
- إنها بلادي (مسلسل)
- الصديقات (مسلسل)

### سينما
- هوى (2012): إخراج واحة الراهب.
- الشراع والعاصفة: إخراج غسان شميط.[5]